# Stereo MCs

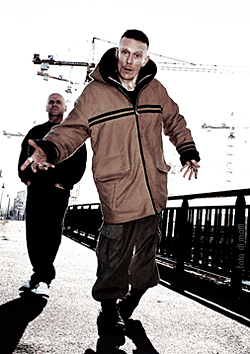
Stereo MCs 2005 in Berlin

Stereo MCs (Eigenschreibweise Stereo MC’s) sind eine britische Band in den Genres Hip-Hop und Electronica, die 1985 im Londoner Stadtteil Clapham gegründet wurde und ihre größten Erfolge in den 1990er Jahren feierte.

## Geschichte
Die Stereo MCs wurden 1985 in London von dem Sänger Rob B. (Birch) und dem DJ Nick „The Head“ Hallam gegründet. Zur Besetzung gehören 2024 neben den beiden Gründern der Schlagzeuger Tansay Omar sowie die Sängerin Cath Coffey. Der langjährige Schlagzeuger Ian „Owen If“ Rossiter starb 2022 im Alter von 63 Jahren.
Das erste Album wurde mit geringem Budget 1989 für das eigene Plattenlabel Gee Street aufgenommen. Die Single Elevate My Mind von ihrem zweiten Album war die erste britische Hip-Hop-Platte, die sich in den amerikanischen Charts platzieren konnte. Ihr größter Erfolg war die Single Connected und das gleichnamige Album, für das sie 1994 die Brit Awards in den Kategorien British Group und British Album gewannen.
Die Stereo MCs sind für gute Live-Auftritte bekannt. Ihre Shows, die überwiegend in kleineren Hallen oder auf Festivals stattfinden, sind regelmäßig ausverkauft. Außerdem arbeiteten sie mit diversen bekannten DJs zusammen; so zum Beispiel mit David Guetta (Open Your Eyes), Fedde Le Grand (Wild & Raw) und Terranova (Restless 2015). Zudem machten sie sich einen Namen als Remixer, unter anderem für Madonna und U2.
Seit 2024 sind die Stereo MCs wieder auf Tour.

## Diskografie

### Studioalben
| Jahr | Titel                 | Höchstplatzierung, Gesamtwochen, AuszeichnungChartplatzierungen (Jahr, Titel, Platzierungen, Wochen, Auszeichnungen, Anmerkungen) | Höchstplatzierung, Gesamtwochen, AuszeichnungChartplatzierungen (Jahr, Titel, Platzierungen, Wochen, Auszeichnungen, Anmerkungen) | Höchstplatzierung, Gesamtwochen, AuszeichnungChartplatzierungen (Jahr, Titel, Platzierungen, Wochen, Auszeichnungen, Anmerkungen) | Höchstplatzierung, Gesamtwochen, AuszeichnungChartplatzierungen (Jahr, Titel, Platzierungen, Wochen, Auszeichnungen, Anmerkungen) | Höchstplatzierung, Gesamtwochen, AuszeichnungChartplatzierungen (Jahr, Titel, Platzierungen, Wochen, Auszeichnungen, Anmerkungen) | Anmerkungen                           |
| Jahr | Titel                 | DE | AT | CH | UK | US | Anmerkungen                           |
| ---- | --------------------- | --- | --- | --- | --- | --- | ------------------------------------- |
| 1989 | 33 45 78              | — | — | — | — | — | Erstveröffentlichung: 13. März 1989   |
| 1990 | Supernatural          | — | — | — | — | — | Erstveröffentlichung: 2. Juli 1990    |
| 1992 | Connected             | DE47 (15 Wo.)DE | AT12 (19 Wo.)AT | CH19 (19 Wo.)CH | UK2 Platin · (57 Wo.)UK | US92 (29 Wo.)US | Erstveröffentlichung: 5. Oktober 1992 |
| 2001 | Deep Down & Dirty     | DE10 (7 Wo.)DE | AT2 (11 Wo.)AT | CH20 (5 Wo.)CH | UK17 Silber · (4 Wo.)UK | — | Erstveröffentlichung: 28. Mai 2001    |
| 2005 | Paradise              | DE49 (2 Wo.)DE | AT32 (4 Wo.)AT | CH67 (2 Wo.)CH | — | — | Erstveröffentlichung: 29. August 2005 |
| 2008 | Double Bubble         | — | AT43 (5 Wo.)AT | CH50 (1 Wo.)CH | — | — | Erstveröffentlichung: 18. Juli 2008   |
| 2011 | Emperor’s Nightingale | — | AT58 (1 Wo.)AT | — | — | — | Erstveröffentlichung: 26. August 2011 |

### Kompilationen
| Jahr | Titel       | Höchstplatzierung, Gesamtwochen, AuszeichnungChartplatzierungen (Jahr, Titel, Platzierungen, Wochen, Auszeichnungen, Anmerkungen) | Höchstplatzierung, Gesamtwochen, AuszeichnungChartplatzierungen (Jahr, Titel, Platzierungen, Wochen, Auszeichnungen, Anmerkungen) | Höchstplatzierung, Gesamtwochen, AuszeichnungChartplatzierungen (Jahr, Titel, Platzierungen, Wochen, Auszeichnungen, Anmerkungen) | Höchstplatzierung, Gesamtwochen, AuszeichnungChartplatzierungen (Jahr, Titel, Platzierungen, Wochen, Auszeichnungen, Anmerkungen) | Höchstplatzierung, Gesamtwochen, AuszeichnungChartplatzierungen (Jahr, Titel, Platzierungen, Wochen, Auszeichnungen, Anmerkungen) | Anmerkungen                             |
| Jahr | Titel       | DE | AT | CH | UK | US | Anmerkungen                             |
| ---- | ----------- | --- | --- | --- | --- | --- | --------------------------------------- |
| 2000 | DJ-Kicks    | — | AT46 (1 Wo.)AT | — | — | — | Erstveröffentlichung: 27. März 2000     |
| 2002 | Retroactive | — | AT25 (6 Wo.)AT | — | — | — | Erstveröffentlichung: 11. November 2002 |

Weitere Veröffentlichungen
- 1989: The Stereo MCs
- 2008: Live at the BBC
- 2014: Collected

### Singles
| Jahr | Titel Album                                        | Höchstplatzierung, Gesamtwochen, AuszeichnungChartplatzierungen (Jahr, Titel, Album, Platzierungen, Wochen, Auszeichnungen, Anmerkungen) | Höchstplatzierung, Gesamtwochen, AuszeichnungChartplatzierungen (Jahr, Titel, Album, Platzierungen, Wochen, Auszeichnungen, Anmerkungen) | Höchstplatzierung, Gesamtwochen, AuszeichnungChartplatzierungen (Jahr, Titel, Album, Platzierungen, Wochen, Auszeichnungen, Anmerkungen) | Höchstplatzierung, Gesamtwochen, AuszeichnungChartplatzierungen (Jahr, Titel, Album, Platzierungen, Wochen, Auszeichnungen, Anmerkungen) | Höchstplatzierung, Gesamtwochen, AuszeichnungChartplatzierungen (Jahr, Titel, Album, Platzierungen, Wochen, Auszeichnungen, Anmerkungen) | Anmerkungen                          |
| Jahr | Titel Album                                        | DE | AT | CH | UK | US | Anmerkungen                          |
| ---- | -------------------------------------------------- | --- | --- | --- | --- | --- | ------------------------------------ |
| 1989 | On 33 33-45-78 / The Stereo MCs                    | — | — | — | UK94 (2 Wo.)UK | — | Erstveröffentlichung: Juli 1989      |
| 1990 | Elevate My Mind Supernatural                       | — | — | — | UK74 (3 Wo.)UK | US39 (13 Wo.)US | Erstveröffentlichung: September 1990 |
| 1991 | Lost in Music Supernatural                         | — | — | — | UK46 (4 Wo.)UK | — | Erstveröffentlichung: März 1991      |
| 1992 | Connected                                          | — | AT5 (18 Wo.)AT | CH6 (22 Wo.)CH | UK18 (6 Wo.)UK | US20 (20 Wo.)US | Erstveröffentlichung: September 1992 |
| 1992 | Step It Up Connected                               | — | AT12 (5 Wo.)AT | — | UK12 (12 Wo.)UK | US58 (13 Wo.)US | Erstveröffentlichung: November 1992  |
| 1993 | Ground Level Connected                             | — | — | — | UK19 (5 Wo.)UK | — | Erstveröffentlichung: Februar 1993   |
| 1993 | Creation Connected                                 | — | — | — | UK19 (4 Wo.)UK | — | Erstveröffentlichung: Mai 1993       |
| 2001 | Deep Down & Dirty                                  | DE92 (1 Wo.)DE | — | CH97 (3 Wo.)CH | UK17 (9 Wo.)UK | — | Erstveröffentlichung: Mai 2001       |
| 2001 | We Belong in This World Together Deep Down & Dirty | — | — | — | UK59 (1 Wo.)UK | — | Erstveröffentlichung: August 2001    |
| 2002 | Running Deep Down & Dirty                          | — | — | — | UK81 (1 Wo.)UK | — | Erstveröffentlichung: Januar 2002    |

Weitere Singles
- 1988: Move It (feat. DJ Cesare)
- 1988: What Is Soul?
- 1989: Lyrical Machine
- 1991: I'm a Believer
- 2005: Warhead
- 2005: Paradise
- 2005: Set It Off
- 2008: Black Gold
- 2011: Boy (feat. Jamie Cullum)